# Rosellinia obliquata
Rosellinia obliquata är en svampart som först beskrevs av Søren Christian Sommerfelt och som fick sitt nu gällande namn av Pier Andrea Saccardo 1882. 
Rosellinia obliquata ingår i släktet Rosellinia och familjen kolkärnsvampar.   Inga underarter finns listade i Catalogue of Life.